# Ferrocarril Iyo
Ferrocarril Iyo (伊予鉄道 Iyo Tetsudō?) es una empresa que presta servicios de trenes y tranvías en la ciudad de Matsuyama principalmente; además de servicios de autobuses regulares y contratados, con centro en la región de Chuyo (中予地方 Chūyo-chihō?). Es conocida localmente como Iyotetsu (伊予鉄?). Es la empresa principal del Grupo Iyotetsu (伊予鉄グループ Iyotetsu-gurūpu?), que incluye además, tiendas departamentales, agencias de viaje, empresas turísticas, mantenimiento de automóviles, agencias de empleo, entre otras. Su sede central se encuentra en Minatomachi 4-4-1, Matsuyama-shi, Ehime-ken.

## Características
El nombre oficial es Ferrocarril Iyo S.A. (伊予鉄道株式会社 Iyotetsudō kabushiki-gaisha?), o en inglés Iyo Railway Co., Ltd. Fue fundada el 14 de septiembre de 1887.
Durante agosto de 2005 introdujo un sistema de tarjeta inteligente que permite utilizar los servicios de trenes, autobuses y taxis.

## Historia
El camino de Mitsu (三津街道 Mitsu-kaidō?) permitía el acceso al puerto de Mitsu (三津港 Mitsu-kō?), en las afueras del por entonces pueblo de Matsuyama (松山町 Matsuyama-chō?). El camino era llano, pero las condiciones de transitabilidad no eran las mejores. Con el objeto de mejorar el acceso al puerto, Nobuchika Kobayashi (小林信近 Kobayashi Nobuchika?) proyectó la construcción de un ferrocarril. Recibió el asesoramiento de un ingeniero inglés, y decidió la construcción de una línea con un ancho de vía de 762 mm por ser más económico.
Así en 1887 funda Ferrocarril Iyo, el primer ferrocarril de la región de Shikoku, cuarto ferrocarril privado de Japón (tercero si se consideran sólo las empresas sin participación del Estado).
- 1887: el 14 de septiembre se funda Ferrocarril Iyo.
- 1888: el 28 de octubre se inaugura la línea entre el pueblo de Matsuyama y el puerto de Mitsu. La primera línea ferroviaria de la región de Shikoku, que posteriormente pasaría a llamarse línea Takahama (高浜線 Takahama-sen?).
- 1896: el 26 de enero se inaugura la línea Morimatsu (森松線 Morimatsu-sen?).
- 1899: el 4 de octubre se inaugura la línea Yokogawara (横河原線 Yokogawara-sen?).
- 1900: el 1° de mayo absorbe las empresas Ferrocarril Dogo (道後鉄道 Dōgo-tetsudō?) y Ferrocarril Nanyo (南予鉄道 Nanyo-tetsudō?), renombrándolos línea Dogo (道後線 Dōgo-sen?) y línea Gunchu (郡中線 Gunchū-sen?), respectivamente.
- 1916: el 31 de diciembre absorbe la empresa Hidroeléctrica Iyo (伊予水力電気 Iyo Suiryoku-denki?), cambiando su denominación a Ferrocarril y Electricidad Iyo (伊予鉄道電気 Iyo Tetsudō Denki?).
- 1921: el 1° de abril absorbe Tranvías Eléctricos Matsuyama (松山電気軌道 Matsuyama Denki-kidō?).
- 1931: el 1° de mayo se completa la electrificación de la línea Takahama.
- 1942: el 1° de abril vende la división Electricidad a lo que en la actualidad es Energía Eléctrica Shikoku (四国電力 Shikoku Denryoku?); y su división Tranvías se escinde formando Ferrocarril Iyo (伊予鉄道 Iyo Tesudō?), lo que significó volver a utilizar el nombre original.
- 1950: el 10 de mayo se completa la electrificación de la línea Gunchu.
- 1954: el 1° de febrero las líneas Yokogawara y Morimatsu, pasan a ser movilizadas por locomotoras diésel. De esta manera, el vagón Botchan deja de utilizarse.
- 1965: el 1° de diciembre se clausura la línea Morimatsu.
- 1967: el 10 de junio se electrifica el tramo Matsuyama-Hirai de la línea Yokogawara.
- 1967: el 1° de octubre se concluye la electrificación total de la línea Yokogawara.
- 1969: en septiembre se constituye la empresa Tienda Departamental Iyotesu (伊予鉄百貨店 Iyotetsu-Hiakkaten?).
- 1971: en julio se inaugura en la terminal de la estación Ciudad de Matsuyama, la tienda Iyotetsu Sogo (いよてつそごう Iyotetsu Sogō?).
- 1981: el 10 de agosto se inician los servicios de enlace directo entre las líneas Takahama y Yokogawara.
- 1991: el 1° de agosto la línea Gunchu pasa a tener una frecuencia de 15 minutos, al igual que las líneas Takahama y Yokogawara. Se mejora la interconexión entre las vías de las diferentes líneas en la estación Ciudad de Matsuyama.
- 1993: el 12 de junio se empieza a utilizar el CTC o Centralized Traffic Control (Control de tráfico centralizado) en las líneas locales.
- 1994: el 21 de marzo introduce la tarjeta magnética prepaga BusCard (バスカード Basu-kādo?) para el servicio de autobuses.
- 1994: el 23 de marzo se empieza a utilizar el ATS o Automatic Train Stop (Detención automática de trenes) en las líneas locales.
- 1994: el 11 de septiembre amplía el uso de la tarjeta magnética BusCard al servicio de tranvías, pasando a denominarse e-Card (い～カード e-kādo?).
- 1998: el 1° de febrero amplía el uso de la tarjeta e-Card al servicio de trenes locales.
- 1998: el 18 de julio finaliza las obras de elevación de las vías en el tramo Furumachi - Kinuyama.
- 2001: el 12 de octubre empieza a funcionar la réplica del tren de Botchan (坊っちゃん列車 Botchan-ressha?).
- 2004: el 1° de marzo se inicia el período de prueba de 184 días hasta el 31 de agosto del nuevo sistema de tarjeta inteligente.
- 2005: el 1° de abril crea la empresa e-Card para centralizar el desarrollo y la implementación de la tarjeta inteligente.
- 2005: el 23 de agosto se implementa oficialmente el sistema IC e-Card (ICい～カード IC e-kādo?) para los servicios de trenes, tranvías, autobuses y taxis. Es el primero de su tipo en Japón. También es el primero en Japón en permitir el uso del "i-mode Felica", un sistema de pago mediante el teléfono celular.
- 2005: el 31 de octubre finaliza la venta de la tarjeta e-Card (su utilización sin embargo será posible hasta el 31 de octubre de 2006).
- 2005: en conjunto con Japan Airlines lanza la tarjeta "JAL Mileage Bank/IC e-Card".
- 2006: en marzo Ferrocarril Iyo deja de ser un representante oficial de All Nippon Airways. Se cree que el contrato de colaboración que firmó con Japan Airlines fue una de las causas que motivó esta decisión.
- 2006: en abril el presidente Atsushi Morimoto (森本惇 Morimoto Atsushi?) se retira de la actividad para jubilarse.
- 2006: el 1° de septiembre se amplía es uso del IC e-Card a las tiendas del Grupo Ferrocarril Iyo.
- 2006: el 1° de noviembre finaliza el período de aceptación del e-Card, procediéndose a la recarga del saldo a la nueva IC e-Card o a la devolución del importe.
- 2007: el 1° de febrero se empiezan a utilizar autobuses a GNC.

## Líneas

### Ferrocarril (Local)
- Línea Takahama (高浜線 Takahama-sen?): Estación Takahama ~ Estación Ciudad de Matsuyama
- Línea Yokogawara (横河原線 Yokogawara-sen?): Estación Ciudad de Matsuyama ~ Estación Yokogawara
- Línea Gunchū (郡中線 Gunchū-sen?): Estación Ciudad de Matsuyama ~ Estación Puerto de Gunchū

### Ferrocarril (Urbano)
- Línea Jōhoku (城北線 Jōhoku-sen?): Estación Komachi ~ Estación Heiwadōri 1

### Tranvía (Urbano)
- Línea Jōnan (城南線 Jōnan-sen?): Estación Onsen de Dōgo ~ Estación Nishi-Horibata
- Línea Ōtemachi (大手町線 Ōtemachi-sen?): Estación Komachi ~ Estación Nishi-Horibata
- Línea Renraku (連絡線 Renraku-sen?): Estación Heiwadōri 1 ~ Estación Kami-Ichiman
- Línea Honmachi (本町線 Honmachi-sen?): Estación Minami-Horibata ~ Estación Honmachi 6
- Línea Hanazono (花園線 Hanazono-sen?): Estación Matsuyamashi ~ Estación Minami-Horibata